# Markus Babbel
Markus Babbel (München, 1972. szeptember 8. –) Európa-bajnok német labdarúgó, hátvéd. Két alkalommal volt tagja UEFA-kupa győztes csapatnak. 1996-ban a Bayern Münchennel, 2001-ben a Liverpoollal. Tagja volt az 1996-os labdarúgó-Európa-bajnokságot megnyerő német válogatottnak. 2007-ben visszavonult az aktív labdarúgástól.

## Pályafutása

### Klubcsapatban
1979-ben a TSV Gilching-Argelsried csapatában kezdte a labdarúgást. 9 évesen már a Bayern München korosztályos együttesében játszott. Az 1991–92-es idényben mutatkozott be az élvonalban. 12 alkalommal szerepelt a Bayern első csapatában ebből nyolcszor kezdőjátékosként. 1992 augusztusában a Hamburger SV együtteséhez igazolt és többnyire az első csapatban szerepelt, ahol megszerezte első Bundesliga gólját. 1994-ben visszatért a Bayernhez és a következő hat idényen át a bajor klub játékosa volt. Három bajnoki címet és két német kupa-győzelmet ért el a csapattal. Tagja volt az 1995–96-os UEFA-kupa győztes csapatnak és az 1998–99-es idényben bajnokok ligája döntős együttesnek.
2000 júniusában Gérard Houllier a Liverpool FC menedzsere megvásárolta. Első szezonjában meghatározó játékosa volt a csapatnak, amely megnyerte a 2000–01-es UEFA-kupát. Liverpooli pályafutását egy egyéves kihagyás törte meg, mikor Guillain–Barré szindrómát diagnosztizáltak nála. 2003 augusztusában miután felépült egy idényre kölcsönbe a Blackburn Rovers csapatához került, 25 alkalommal szerepelt bajnoki mérkőzésen és három gólt szerzett. 2004 júliusában szabadon igazolható volt hazatért a VfB Stuttgart együtteséhez. Három idényen át 46 alkalommal szerepelt az élvonalban és két gólt ért el. 2007 januárjában bejelentette, hogy a szezon végével visszavonul az aktív labdarúgástól.

### A válogatottban
1995 és 2000 között 51 alkalommal szerepelt a német válogatottban és egy gólt szerzett. Tagja volt az 1996-os Európa-bajnok csapatnak Angliában. 1992–93-ban 12 alkalommal szerepelt az U21-es válogatottban.

### Edzőként
Visszavonulása után utolsó klubjánál maradt mint segédedző. 2008. november 24-én a csapat vezetőedzőjének nevezték ki. Amikor átvette a csapat szakmai irányítását a 11. helyen álltak a Bundesligában 14 fordulót követően. A bajnokságot a harmadik helyen zárták öt ponttal lemaradva a bajnok VfL Wolfsburg mögött és kvalifikálták magukat a következő bajnokok ligája idényre. 2009. május 6-án szerződését 2011 nyaráig meghosszabbította a VfB Stuttgarttal, de már ez év december 6-án felmondtak neki mivel a csapat csak 16. helyen állt a bajnokságban 15 forduló után. 2009 őszén még Babbel irányítása alatt a VfB Stuttgart a bajnokok ligája csoportkörében a csoportjában a második helyen végzett és bejutott a legjobb 16 közé.
Babbel 2010 júliusában vette át a másodosztályú Hertha BSC szakmai irányítását.
Rögtön az első idényben megnyerte a csapattal a bajnokságot és feljutottak az élvonalba. A bajnokság során egy alkalommal Dárdai Pál is szerepelt a csapatában. 2011. december 18-án a Hertha kirúgta a vezetőedzői állásból.
2012. február 10. és december 3. között a TSG 1899 Hoffenheim vezetőedzője volt, de a csapat csak a 16. helyen állt a Bundesligában ezért a gyenge szereplés miatt felmodtak neki.

## Sikerei, díjai

### Játékosként
Németország
- Európa-bajnokság
  - aranyérmes: 1996, Anglia

 Bayern München
- Német bajnokság (Bundesliga)
  - bajnok: 1996–97, 1998–99, 1999–00
- Német kupa (DFB-Pokal)
  - győztes: 1998, 2000
  - döntős: 1999
- Német ligakupa (DFB-Ligapokal)
  - győztes: 1997, 1998, 1999
- UEFA-bajnokok ligája
  - döntős: 1998–99
- UEFA-kupa
  - győztes: 1995–96

 Liverpool FC
- Angol kupa (FA Cup)
  - győztes: 2001
- Angol ligakupa (League Cup)
  - győztes: 2001
- Angol szuperkupa (FA Charity Shield)
  - győztes: 2001
- UEFA-kupa
  - győztes: 2000–01
- UEFA-szuperkupa
  - győztes: 2001

 VfB Stuttgart
- Német bajnokság (Bundesliga)
  - bajnok: 2006–07
- Német kupa (DFB-Pokal)
  - döntős: 2007
- Német ligakupa (DFB-Ligapokal)
  - döntős: 2005

### Edzőként
VfB Stuttgart
- Német bajnokság (Bundesliga)
  - 3.: 2008–09

 Hertha BSC
- Német bajnokság, másodosztály (2. Bundesliga)
  - bajnok: 2010–11